# Sarvsjön (Risinge socken, Östergötland, 651195-149875)
Sarvsjön är en sjö i Finspångs kommun i Östergötland och ingår i Motala ströms huvudavrinningsområde.